# Phasia glauca
Phasia glauca är en tvåvingeart som först beskrevs av Aldrich 1934.  Phasia glauca ingår i släktet Phasia och familjen parasitflugor. Inga underarter finns listade i Catalogue of Life.